# 城正街街道
城正街街道，是中华人民共和国湖南省湘潭市雨湖区下辖的一个乡镇级行政单位。

## 行政区划
城正街街道下辖以下地区：
熙春路社区、瞻岳门社区、观湘门社区、三义井社区、洗脚桥社区、泗洲庵社区和桃源路社区。